# Goran Sablić
Goran Sablić (Sinj, RFS de Yugoslavia, 8 de octubre de 1979) es un exfutbolista croata. Jugaba de defensa. Actualmente es entrenador del NK Široki Brijeg de Bosnia.

## Biografía
Goran Sablić actúa de defensa central. Empezó su carrera futbolística en las categorías inferiores del Hajduk Split. En 1998 pasa a formar parte de la primera plantilla del club. Con este equipo gana una Liga y dos Copas de Croacia.
En 2003 se marcha a Ucrania para unirse al Dinamo de Kiev, equipo que tuvo que realizar un desembolso económico de 1,8 millones de euros para poder ficharlo. En este club gana dos Ligas y dos Copas de Ucrania.
Después de varias lesiones, Goran Sablić acepta irse cedido en la temporada 2007-08 a su antiguo equipo, el Hajduk Split, para volver a coger la forma.

## Selección nacional
Ha sido internacional con la Selección de fútbol de Croacia en 5 ocasiones. Su debut con la camiseta nacional se produjo el 17 de abril de 2002 en un partido contra Bosnia-Herzegovina (2-0), cuando saltó al terreno de juego en el minuto 79 en sustitución de su compatriota Boris Živković.

## Clubes
| Club              | País    | Año       |
| ----------------- | ------- | --------- |
| HNK Hajduk Split  | Croacia | 1998-2003 |
| FC Dinamo de Kiev | Ucrania | 2003-2007 |
| HNK Hajduk Split  | Croacia | 2007-2008 |
| FC Dinamo de Kiev | Ucrania | 2008-     |

## Títulos
- 1 Liga de Croacia (Hajduk Split, 2001)
- 2 Copas de Croacia (Hajduk Split, 2000 y 2002)
- 2 Ligas de Ucrania (Dinamo de Kiev, 2004 y 2007)
- 2 Copas de Ucrania (Dinamo de Kiev, 2005 y 2006)
- 1 Supercopa de Ucrania (Dinamo de Kiev, 2004)